# Attonda alboserrata
Attonda alboserrata là một loài bướm đêm trong họ Noctuidae.